# Golden Gala 2015
Golden Gala 2015 byl lehkoatletický mítink, který se konal 4. června 2015 v italském městě Řím. Byl součástí série mítinků Diamantová liga.

## Výsledky
- Archiv výsledků zde [1]

### Muži
| Disciplína     | 1. místo                 | 2. místo                       | 3. místo                 |
| 100 m          | Justin Gatlin 9,75       | Jimmy Vicaut 9,98              | Michael Rodgers 9,98     |
| 800 m          | Mohammed Aman 1:43,56    | Nijel Amos 1:43,80             | Job Kinyor 1:43,92       |
| 5000 m         | Yomif Kejelcha 12:58,39  | Paul Kipngetich Tanui 12:58,69 | Hagos Gebrhiwet 12:58,69 |
| 400 m překážek | Johnny Dutch 48,13       | Michael Tinsley 48,34          | Javier Culson 48v65      |
| Skok o tyči    | Renaud Lavillenie 591 cm | Thiago Braz da Silva 586 cm    | Aleksandr Gripich 571 cm |
| Trojskok       | Pedro Pichardo 17,96 m   | Alexis Copello 17,15 m         | Ernesto Revé 16,89 m     |
| Vrh koulí      | David Storl 21,46 m      | Jordan Clarke 21,28 m          | Tomáš Staněk 20,64 m     |
| Hod oštěpem    | Vítězslav Veselý 88,14 m | Julius Yego 87,71 m            | Keshorn Walcott 86,20 m  |

### Ženy
| Disciplína      | 1. místo                    | 2. místo                      | 3. místo                  |
| 200 m           | Jeneba Tarmoh 22,77         | Kerron Stewartová 22,88       | Simone Facey 22,91        |
| 400 m           | Francena McCororyová 50,36  | Stephenie-Ann McPherson 50,53 | Natasha Hastings 50,67    |
| 1500 m          | Jennifer Simpsonová 3:58,68 | Sifan Hassanová 3:59,31       | Dawit Seyaum 3:59,76      |
| 100 m překážek  | Sharika Nelvis 12,52        | Dawn Harperová 12,59          | Tiffany Porterová 12,69   |
| 3000 m překážek | Hyvin Kiyengová 9:15,08     | Virginia Nyambura 9:15,75     | Hiwot Ayalewová 9:16,87   |
| Skok daleký     | Darja Klišinová 689 cm      | Shara Proctorová 685 cm       | Sosthene Moguenara 680 cm |
| Skok do výšky   | Ruth Beitiaová 200 cm       | Blanka Vlašičová 197 cm       | Kamila Lićwinková 197 cm  |
| Hod diskem      | Sandra Perkovićová 67,92 m  | Dani Samuelsová 65,47 m       | Yaime Pérezová 65,30 m    |